# Langerhanscelhistiocytose
Langerhanscelhistiocytose (LCH), ook wel bekend onder oudere namen Histiocytosis X, ziekte van Hand-Schüller-Christian of de ziekte van (Abt-)Letterer-Siwe, is een ziekte waarbij er sprake is van een woekering van langerhanscellen in de lichaamsweefsels. Deze cellen spelen een rol bij de afweer en het immuunsysteem. De ziekte behoort tot de grotere groep van de histiocytosen.

## Voorkomen
Het is een zeer zeldzame ziekte. De ziekte komt vooral voor bij kinderen tot 15 jaar oud, met een piek tussen 5 en 10 jaar. De incidentie wordt geschat op 1:200.000; bij volwassenen is de ziekte nog veel zeldzamer. De aandoening komt bij mannen tweemaal zo vaak voor als bij vrouwen.

## Oorzaak
De oorzaak van de ziekte is onbekend. Vermoedelijk is de aandoening niet erfelijk, maar toch lijkt hij in sommige families vaker voor te komen. Tegenwoordig lopen er diverse grondige DNA-onderzoeken naar de erfelijkheid en oorzaak van de ziekte. De meest voorkomende onderzoeken zijn bloedonderzoeken en Wangslijmvliesonderzoek.

## Verschijnselen

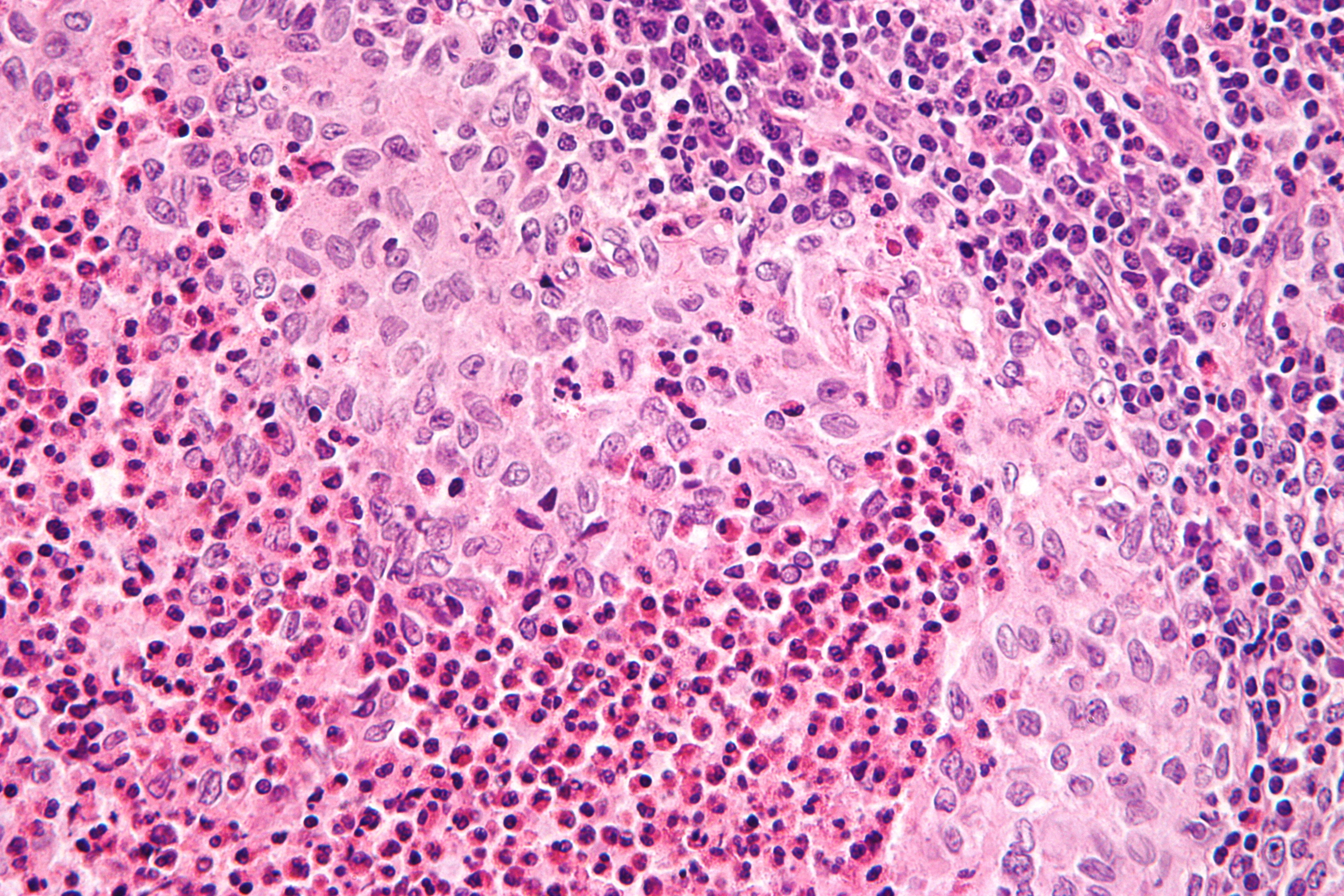
Histiologisch preparaat met in het midden grote hoeveelheden langerhanscellen met niervormige kernen, omringd door eosinofiele granulocyten

De verschijnselen van deze ziekte kunnen sterk verschillen. In de lichtste vorm heeft de aandoening nauwelijks gevolgen; in de ernstigste vorm is het een levensbedreigende ziekte die behandeld moet worden met agressieve chemotherapie en zelfs dan een slechte prognose kent.
De verschijnselen van deze ziekte hangen ook af van in welk orgaan of welke organen deze zich voordoet. Een veel voorkomende locatie is de schedel of de lange pijpbeenderen. Andere locaties waar de ziekte nogal eens wordt vastgesteld, zijn huid, beenmerg, lymfeknopen, hypothalamus/hypofyse, longen.
De diagnose wordt gesteld door histologisch onderzoek van een weefselbiopt.

## Behandeling
De behandeling hangt sterk af van de locatie en de verspreiding van de ziekte. Een enkelvoudige locatie in het bot kan soms vrij eenvoudig operatief verwijderd of bestraald worden. Als de ziekte verspreid is over meerdere organen of weefsels dan is operatie meestal geen optie meer en is men aangewezen op chemotherapie.